# Martin Ulander
Martin Ulander, "Ulas", född 23 februari 1976, är en svensk före detta fotbollsspelare.
Ulander är uppvuxen i Jönköping. Han började spela fotboll i IF Hallby för att senare gå till Jönköpings Södra IF. Där fick IFK Göteborg upp ögonen för honom och han värvades till klubben som ungdomsproffs. Han lyckades dock inte ta en plats i klubbens A-lag och bytte till Örgryte IS där det allsvenska genombrottet kom och sedermera resulterade i landslagsuppdrag. Ulander spelade på flera positioner men användes framförallt som yttermittfältare där hans goda fysik och breda register kom väl till pass. Ulander var inblandad i en uppmärksammad kontraktskonflikt med Örgryte IS 2003 vilket gjorde att han stängdes av från spel av klubben. 2005 kom Ulander tillbaka till Allsvenskan för spel i sin gamla klubb IFK Göteborg. På grund av skador avslutade Ulander sin karriär sommaren 2006.

## Meriter
- 2 A-landskamper
- SM-brons 1999
- Lilla silvret 2002

## Klubbar
- IFK Göteborg
- AGF Århus
- Örgryte IS
- Jönköpings Södra IF
- IF Hallby